# Rita Quintero
Rita Quintero (Nascida 1962) é uma musicista e cantora norte-americana.

## Vida e Carreira
Rita Marie Quintero nasceu em 11 de Maio de 1962 na cidade de Miami, nos EUA. Filha de Elena e Reinaldo Quintero.
Rita começou a tocar piano aos 4 anos de idade e logo depois começou a cantar.
Formou-se com distinção na Universidade de música de  Miami, em 1985. Após graduar-se, ela começou a trabalhar na cena musical, da cidade. Pouco tempo depois, começou a trabalhar como cantora de apoio para estúdios de gravação, também fez backing vocal para artistas famosos como Frank Sinatra, Imanol, Jennifer Lopez, o Tommy Dorsey Band, Ricky Martin, Julio Iglesias, Shakira, Alejandro Sanz, Gloria Estefan e Celine Dion O seu trabalho como backing-vocals atingiu 140 discos de platina e ouro. Ela também trabalhou na área da publicidade fazendo jingles de rádio e televisão.
Rita Quintero é bem conhecida na indústria músical norte-america como um treinadora vocal, e ensinando a cantar em Inglês e espanhol vários artistas famosos da música. Alguns de seus clientes incluem Grace Jones, Shakira. Jennifer Lopez, Robin John Gibb, Chayanne, Samantha Gibb, Nicolle Chirino e Manolo Tena.
Depois de trabalhar por quase dez anos com a cantora Gloria Estefan, sua última apresentação com Gloria Estefan foi na turnê "Evolution". Rita trabalhou juntamente com Shakira na turnê Tour Anfibio e após trabalhar com Shakira em seu albúm laundry service entrou para a banda de apoio da cantora na turnê Tour of the Mongoose. Ela visitou e se apresentou em mais de vinte países entre América Latina e Europa, e foi envolvida em filmagens para o DVD Live & Off the Record em 2003. Mais tarde nesse ano, Rita fez uma aparição no palco e em vídeo com Gloria Estefan no "Unwrapped" Divas Las Vegas em outubro de 2003. Ela é um artista e proprietária independente da "Great Big Way Music Publishing Company" (ASCAP).
Rita co-produziu os vocais, além de ser diretora dos vocais de fundo no álbum duplo de Shakira Inglês-Espanhol Fijación Oral Vol 1 e 2.  (Sony, 2005).

## Discografia
- Todo de Ti (Escrita e produzida por Rita Quintero e Albert Menendez)
- Make It Real (Escrita e produzida por Rita Quintero, Albert Menendez, e Ricardo Suarez)
- Sometimes (Escrita e produzida por Rita Quintero e Albert Menendez)
- No Longer Mine (Escrita e produzida Rita Quintero, Albert Menendez, e Ricardo Suarez)
- Donde Estan Los Ladrones? (Backing Vocals)
- Laundry Service (Backing Vocals)
- Tour Of The Mongoose (Background Vocals)
- Fijación Oral Vol. 1 (Diretora de vocais de fundo e Backing Vocals)
- Oral Fixation Tour (Background Vocals gravados em estúdio)
- Hold Me, Thrill Me, Kiss Me (Background Vocals)

## Diretora Musical
- Oscar de la Hoya — Oscar de la Hoya
- Lucero — Lucero
- Latin Majik — Latin Like That
- Luis Enrique — Genesis
- Vários Artistas — Bolero Jazz:Misty

## Arranjadora
- Chayanne — Influencias
- Ilan Chester — Terciopelo
- Millie — Amar Es n Juego
- Cristian Castro — Lo Mejor de Mi
- Vários Artistas — Momentos Românticos
- Vários Artistas — Bolero Jazz:Tenderly

## Produtora
- Shakira–Fijación Oral Vol. 1 (Co-produtora de Backing Vocals e vocais de fundo.)
- Shakira–Laundry Service (Co-produtora de Backing Vocals e vocais de fundo.)
- Projeto Bolero Jazz (Sony)
- Raul Midon (Arif Mardin produz a demo.)

## Aparições em DVD´s
- Shakira: Live & Off The Record (2004)
- Gloria Estefan: Live at Caesar’s Palace (2003)
- Shakira: MTV Unplugged (2002)
- Gloria Estefan: Evolution Tour (1996)